# Zuil van Trajanus

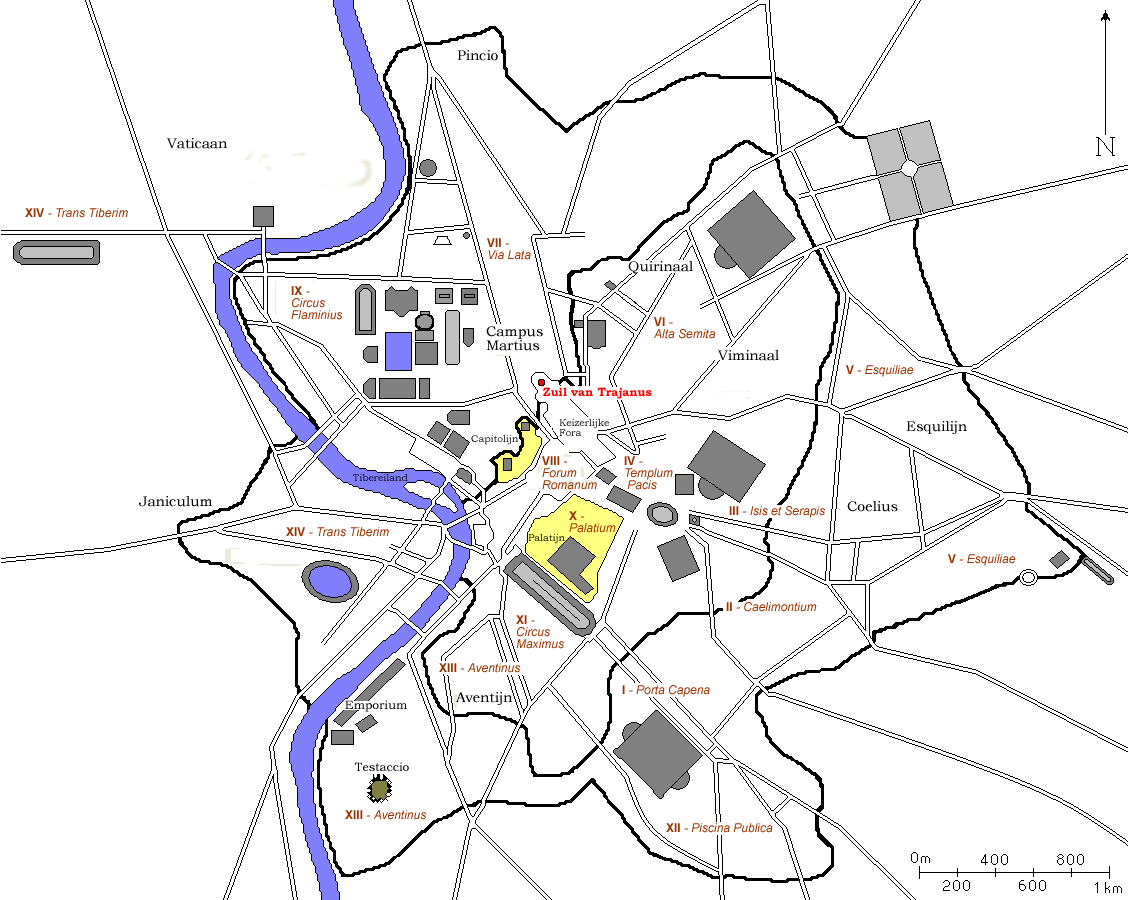
Locatie van de Zuil van Trajanus (in rood)

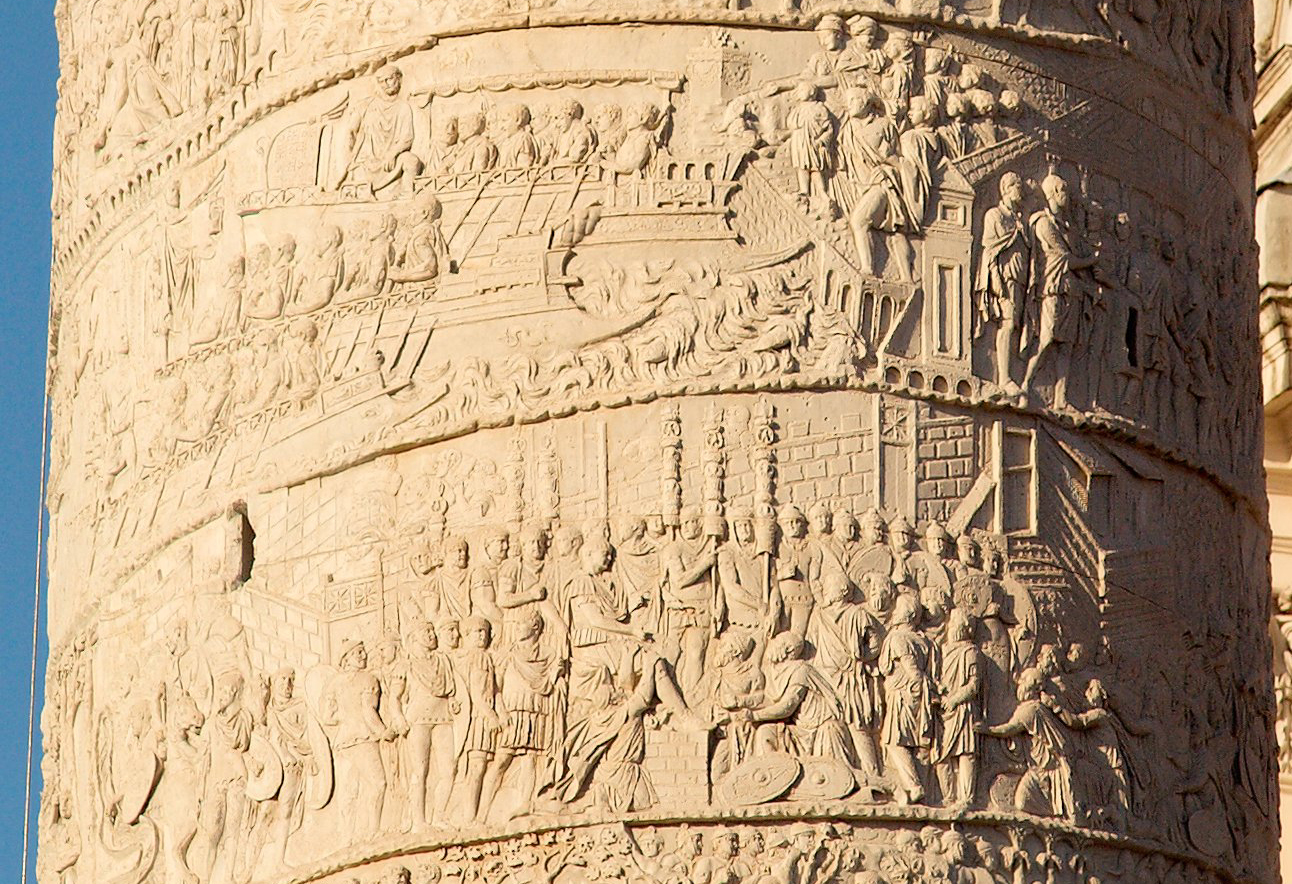
Detail van een klein deel van het reliëf op de zuil

De zuil van Trajanus (Italiaans: Colonna Traiana) is een antieke triomfzuil in Rome.
Hij werd gebouwd in 107-112 n.C. op het Forum van Trajanus en ingewijd in 113 n.C. Het monument is waarschijnlijk oorspronkelijk bedoeld als grafmonument voor de as van keizer Trajanus. Het is een triomfzuil om de overwinning van Trajanus op het opstandige Dacië (nu Roemenië) te herdenken in de Dacische Oorlogen (101-102 en 105-106 n.C.).

## Opschrift
Boven de toegangsdeur aan de voet van de zuil staat de volgende inscriptie (met vertaling):
SENATVS·POPVLVSQVE·ROMANVS - Senaat en volk van Rome
IMP·CAESARI·DIVI·NERVAE·F·NERVAE - Aan de imperator, de Caesar Nerva, zoon (f=filio) van de goddelijke Nerva,
TRAIANO·AVG·GERM·DACICO·PONTIF - keizer Trajanus, zegevierend in Germanië en Dacië, hoge-
MAXIMO·TRIB·POT·XVII·IMP·VI·COS·VI·P·P ( = Maximo trib(unicia) pot(estate) XVII, Imp(erator) VI, co(n)s(ul) VI, p(ater) p(atriae)) - priester, 17e keer tribuun, zesde keer imperator, zesde keer consul, vader des vaderlands
AD·DECLARANDVM·QVANTAE·ALTITVDINIS - Om aan te geven hoe hoog
MONS·ET·LOCVS·TANT<IS·OPER>IBVS·SIT·EGESTVS - de heuvel was die voor dit werk is weggehaald.

## Zuil

### Afmetingen
De 29,78 meter hoge zuil bestaat uit totaal 29 blokken marmer met een doorsnee van 3,70 m, 8 voor de basis, 19 voor de zuil zelf en 2 voor de top met een gewicht van 55 tot 77 ton per stuk. Binnenin is een wenteltrap van 185 treden, die naar het platform boven op de zuil leidt. Er zijn 43 nauwe gleuven aangebracht voor de lichtinval. Op de zuil is spiraalsgewijs een ca. 200 m lang fries aangebracht waarop, als een soort doorlopend stripverhaal, de veldtochten van Trajanus in Dacië zijn afgebeeld. De hoogte van het fries loopt op van 90 cm aan de onderkant tot 1,25 m bovenaan.

### Bouw
De blokken marmer die nodig waren voor de zuil werden aangevoerd uit de Luna-groeve bij het huidige Carrara, 300 km ten noorden van Rome. Hoogstwaarschijnlijk liep het transport via de rivieren Aniene en de Tiber. Eenmaal aangekomen bij de Porto di Ripetta in Rome, ten noorden van de plaats waar de zuil werd opgericht, werden de blokken uitgeladen en verder getransporteerd door de straten van Rome. De omvang van de blokken was dermate groot dat alleen de hoofdstraten met een minimale breedte van 4,1 m konden worden gebruikt. Zelfs voor het oude Rome moeten dit opmerkelijke transporten zijn geweest. Via de Via Lata kwamen de blokken ten slotte bij de Capitolijnse heuvel waar de nog niet voltooide Basilica Ulpia toegang gaf tot de bouwplaats.
Voordat de blokken in de kolom werden verwerkt werd ter plaatse de binnenliggende spiraaltrap uitgehouwen. Bijkomend voordeel was dat hierdoor het op te liften gewicht werd verminderd. Waarschijnlijk werden de reliefs zelf pas na plaatsing van de blokken gemaakt maar dit is niet zeker. Voor het ophijsen van de blokken op de in ruimte beperkte bouwplaats werd gebruikgemaakt van een houten kraan. Deze kan hebben bestaan uit twee aan elkaar gekoppelde torens, een voor het hijsen naast de kolom en een voor het laten zakken op de kolom. Tijdens het zakken werden diagonale metalen balken tussen de twee blokken aangebracht en met lood gefixeerd (deze zijn later geroofd waarna de nog zichtbare gaten aan de buitenkant van de kolom overbleven).
Een enkele Romeinse kraan zou deze last nooit zou hebben kunnen tillen. De beschrijving van de griekse uitvinder Heron van Alexandrië uit het begin van de jaartelling gaat echter uit van een combinatie van vier van dergelijke kranen die wel de vereiste belasting aan kon. Een tekening van de constructie van de Vaticaanse obelisk door Domenico Fontana in 1586 geeft een indicatie van hoe dit eruit kan hebben gezien..

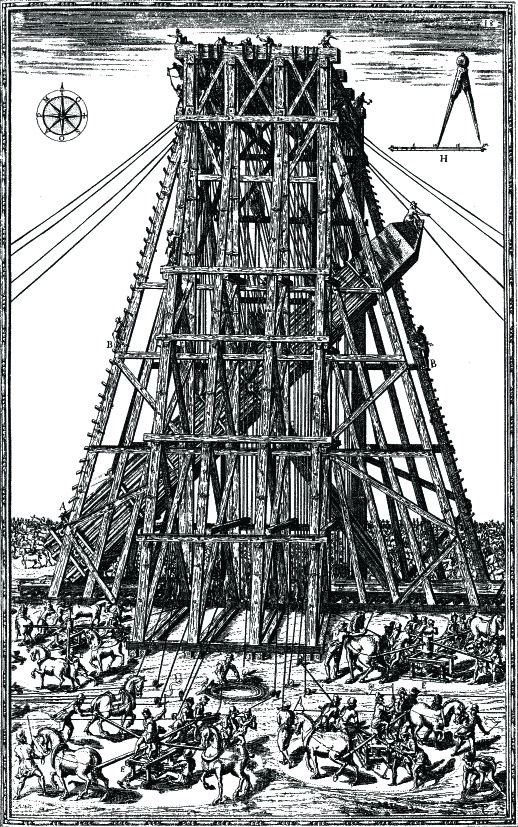
Constructie van de obelisk van het Vaticaan in 1586
Romeinse kraan
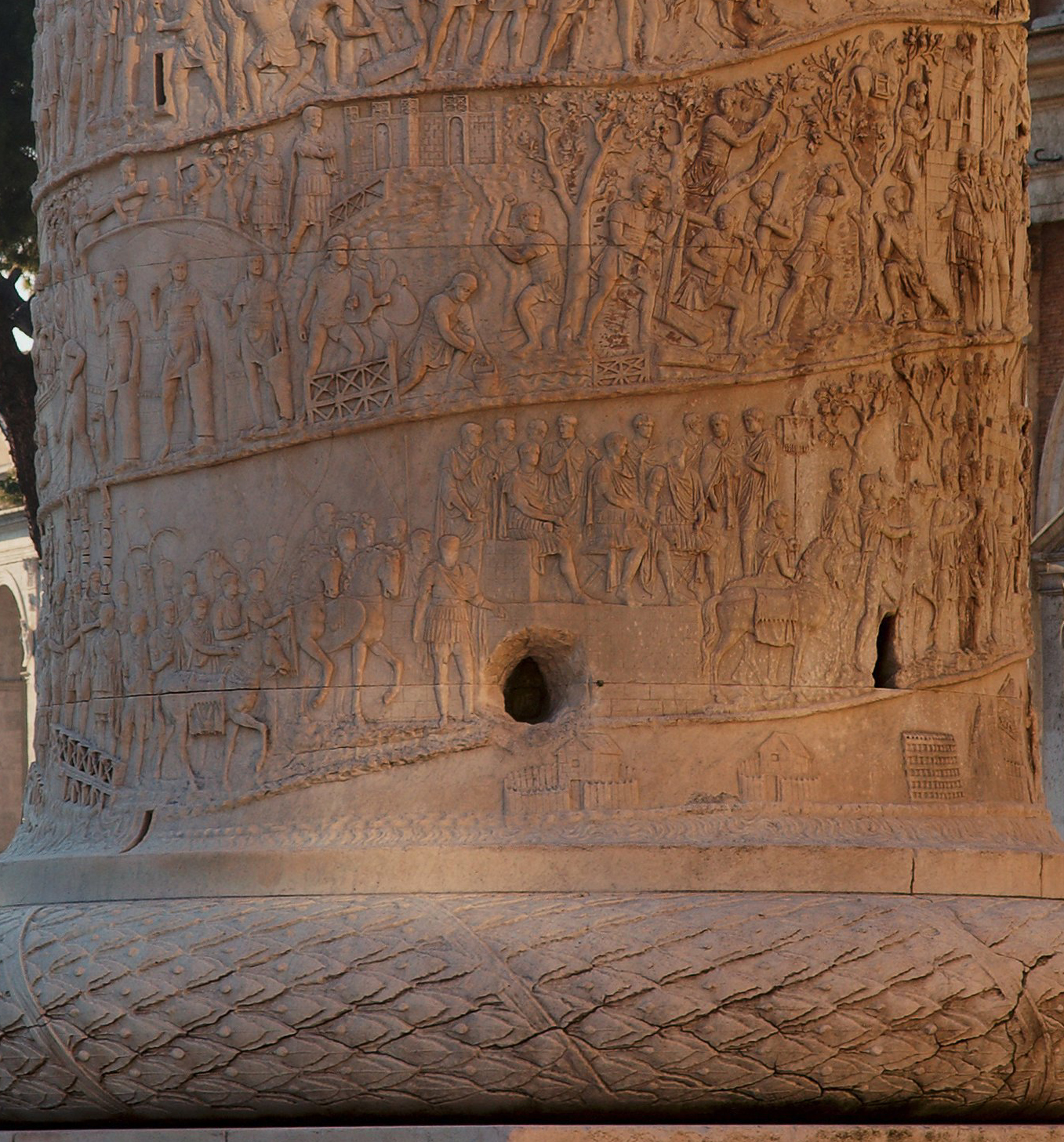
Gat in de zuil waar vroeger een metalen verbindingsbalk zat

### Reliëfs
De bas-reliëfs zijn van een uitzonderlijke kwaliteit en detaillering en daardoor meesterwerken van de beeldhouwkunst. De diepte van het reliëf is 5 cm. Er staan 2500 mensen afgebeeld. De afbeeldingen moeten niet als een realistische weergave van de oorlogshandelingen worden gezien, maar als een epische verwerking ervan. De keizer zelf is 60 keer afgebeeld, maar nooit tijdens een gevechtshandeling. De reliëfs vormen een belangrijke bron voor onze kennis van het Romeinse leger. De kunstenaar is mogelijk dezelfde als van het Trajaanse reliëf in de boog van Constantijn. Mogelijk gaat het om Apollodorus van Damascus, de architect van het Forum.

### Scènes

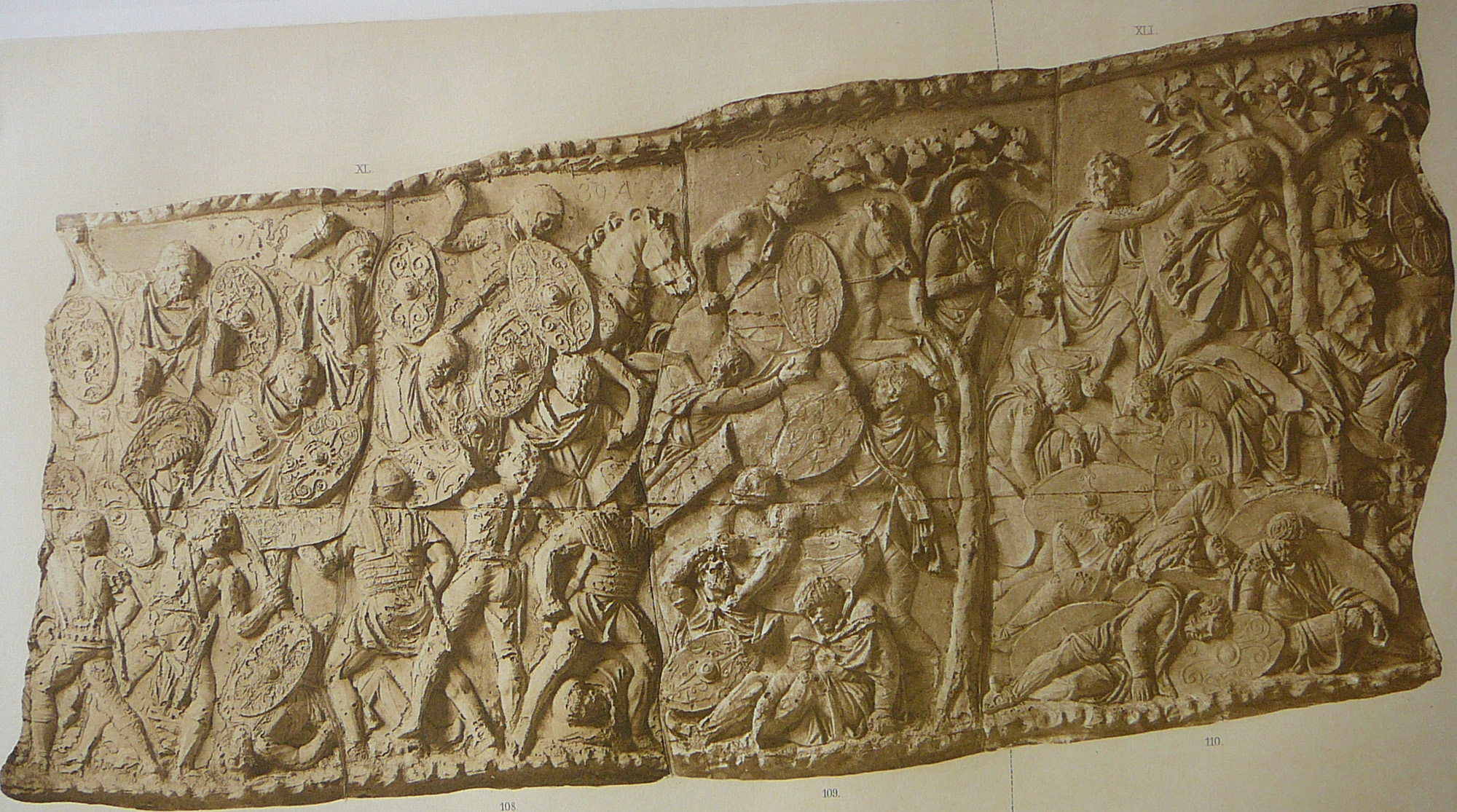
Felle strijd tussen de legers van de Romeinen en de Daciërs

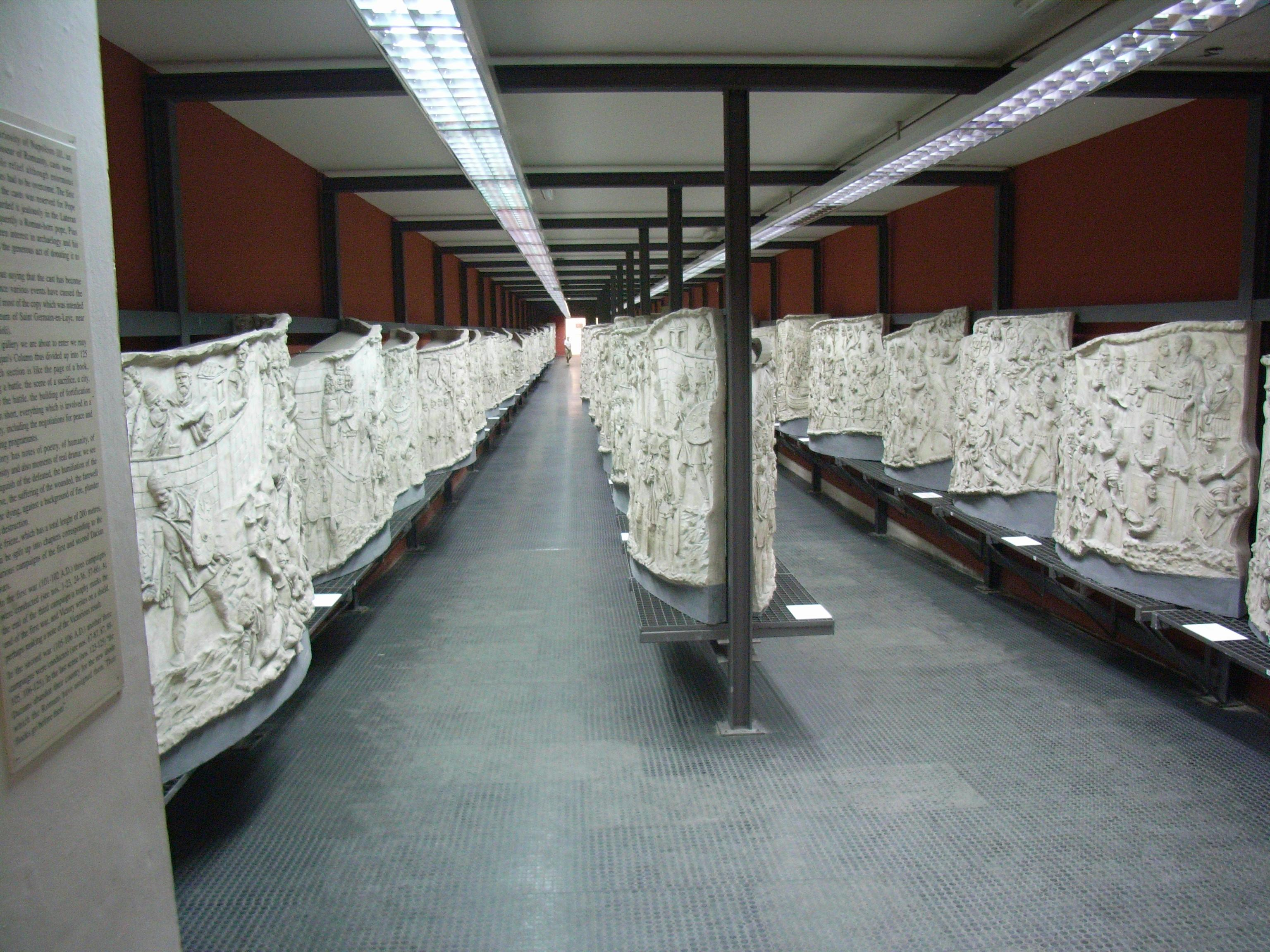
Gipsen afgietsels in het Museo della Civiltà Romana te Rome.

Er worden 114 scènes onderscheiden, die van onderaf in chronologische volgorde staan en in elkaar overlopen. Enkele voorbeelden:
- 1-3: Romeinse forten langs de Donau
- 13: Een spion wordt voor de keizer geleid
- 17-18: Eerste veldslag met de Daciërs
- 19: Romeinen steken een dorp in brand, de inwoners vluchten naar de overkant van een rivier
- 21: Trajanus met een groep gevangen vrouwen
- 22: Aanval van de Daciërs op een Romeins kamp
- 25: De keizer gaat aan boord van een schip
- 29: Bouw van een kamp, marteling van krijgsgevangenen, verzorging van gewonde Romeinen
- 33: Eerbetoon van soldaten aan Trajanus, Romeinen worden gemarteld door vrouwen
- 43: De Numidische ruiterij valt onder leiding van Lusius Quietus met de keizer de Daciërs aan
- 54-55: Koning Decebalus en andere Dacische leiders geven zich over
- 58: De Victorie schrijft op een schild te midden van buit (trofeeën) om het einde van de eerste Dacische oorlog aan te geven.

## Voetstuk
De zuil staat op een voetstuk van 5,4 m hoog en 5,5 m in het vierkant. Het heeft een deur naar een vestibule en de grafkamer van Trajanus. Hierin werd waarschijnlijk een gouden urn met de as van Trajanus geplaatst.

## Bibliotheken
Oorspronkelijk stond de zuil midden tussen de twee bibliotheken van het Forum van Trajanus in. Vanaf de eerste verdieping van deze gebouwen had men een goed uitzicht op de reliëfs, die toen levendig beschilderd waren. Er zijn bij onderzoek nog sporen van pigmenten gevonden. Terwijl van de gebouwen op het Forum van Trajanus slechts schamele resten over zijn, is de zuil uitzonderlijk goed bewaard gebleven, omdat hij in de Middeleeuwen als uitkijktoren werd gebruikt. De zuil staat nog steeds op zijn oorspronkelijke plaats.

## Beeld op de kolom

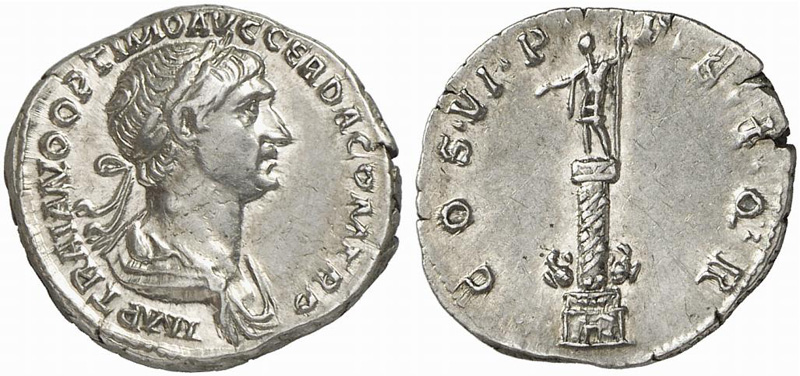
Zilveren Romeinse munt (Denarius) met zuil van Trajanus uit 114

Munten uitgegeven tijdens en na de oprichting van de kolom tonen een verguld bronzen beeld van keizer Trajanus boven op de zuil.
Er zijn enkele munten bekend van de periode tijdens de bouw waarop een uil, door sommigen geïnterpreteerd als een adelaar, te zien is. Het is niet zeker of deze werkelijk de kolom gesierd heeft. Ook de verdere afbeelding van de kolom is op deze munten minder accuraat. Mogelijk is de uil een verwijzing naar de bibliotheken naast de kolom.
In 1588 liet paus Sixtus V er een beeld van de heilige Petrus op plaatsen. Wat er met het oorspronkelijke beeld van Trajanus is gebeurd is niet bekend.

## Navolging

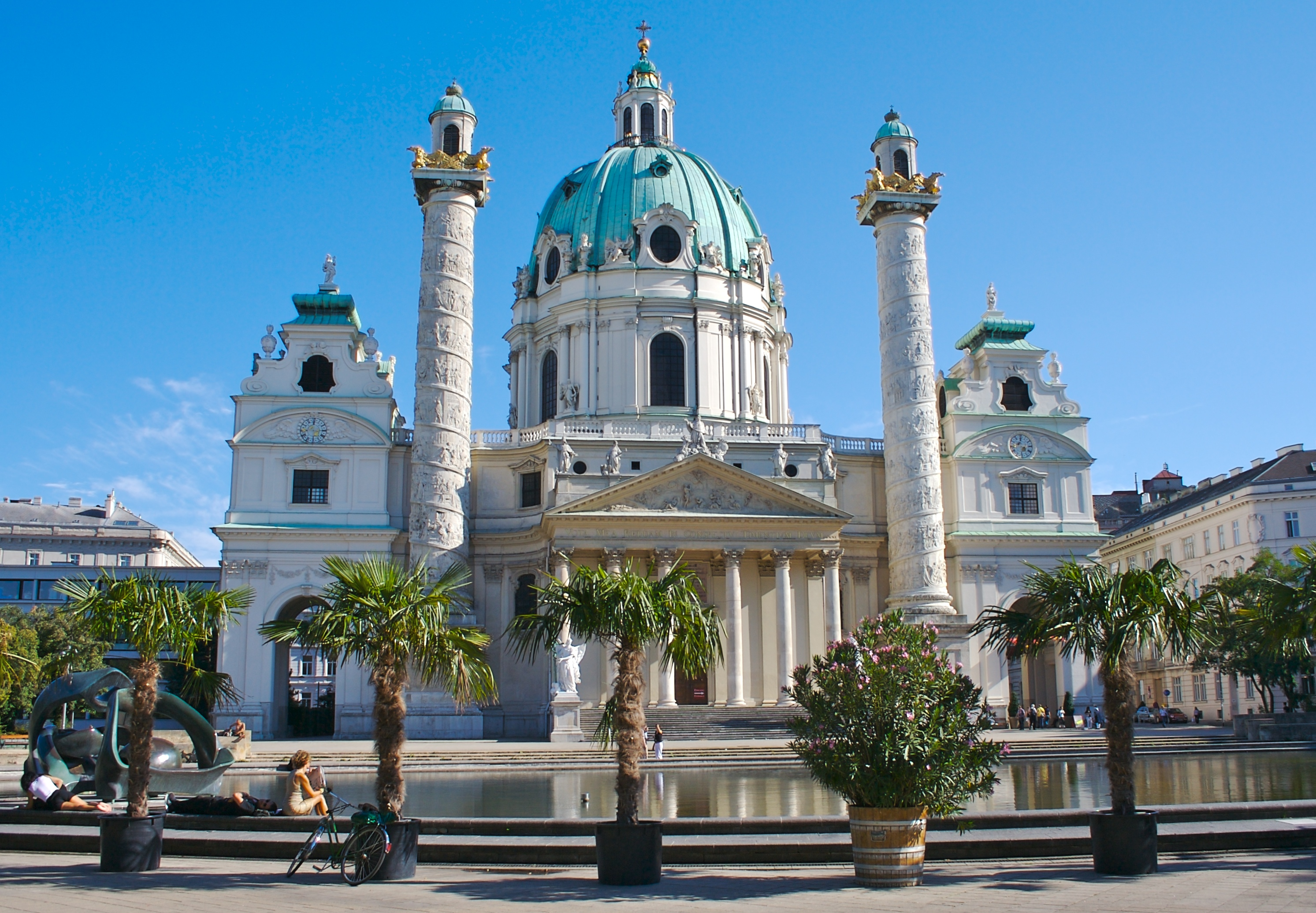
Voorkant van de Karlskirche in Wenen, met opzij twee zuilen geïnspireerd door de Zuil van Trajanus

### Rome
- Zuil van Antoninus Pius ter ere van keizer Antoninus Pius
- Zuil van Marcus Aurelius ter ere van keizer Marcus Aurelius

### Constantinopel
- Zuil van Arcadius
- Zuil van Theodosius

### Modern
- Astoria Column in Astoria (Oregon)
- Colonne Vendôme in Parijs door Napoleon opgericht
- Congreskolom in Brussel
- Karlskirche in Wenen
- Pestzuilen, ter ere van de Maagd Maria

In Roemenië staat in het Muzeul de Istorie (geschiedenismuseum) van Boekarest een kopie van de zuil.